# Vallisneria
Vallisneria é um género botânico pertencente à família hydrocharitaceae.

## Espécies
- Vallisneria americana Michx.
- Vallisneria anhuiensis  X.S.Shen
- Vallisneria annua  S.W.L.Jacobs & K.A.Frank
- Vallisneria australis  S.W.L.Jacobs & Les
- Vallisneria caulescens  F.M.Bailey & F.Muell.
- Vallisneria erecta  S.W.L.Jacobs
- Vallisneria longipedunculata  X.S.Shen
- Vallisneria nana  R.Br.
- Vallisneria natans  (Lour.) H.Hara
- Vallisneria rubra  (Rendle) Les & S.W.L.Jacobs
- Vallisneria spinulosa  S.Z.Yan
- Vallisneria spiralis  L.
- Vallisneria triptera  S.W.L.Jacobs & K.A.Frank

## Classificação do gênero
| Sistema | Classificação                  | Referência               |
| ------- | ------------------------------ | ------------------------ |
| Linné   | Classe Dioecia, ordem Diandria | Species plantarum (1753) |